# Герд Биниг
Герд Биниг (Франкфурт на Мајни, 20. јул 1947) је немачки физичар, који је 1986. године, заједно са Хајнрихом Рорером, добио Нобелову награду за физику „за дизајн микроскопа са тунелским скенирањем”.

## Рани живот и образовање
Бинниг је рођен у Франкфурту на Мајни и играо се у рушевинама града током свог детињства. Његова породица је живела делом у Франкфурту, а делом у Офенбаху на Мајни, а школу је похађао у оба града. Са 10 година одлучио је да постане физичар, али се убрзо запитао да ли је направио прави избор. Више се концентрисао на музику, свирајући у бенду. Такође је почео да свира виолину са 15 година и свирао је у свом школском оркестру.
Биниг је студирао физику на Ј.В. Гете универзитету у Франкфурту, стекао је диплому 1973. и остао тамо да докторира у групи Вернера Мартиенсена, под надзором Екардта Хонига.

## Каријера
Године 1978, Биниг је прихватио понуду IBM-а да се придружи њиховој истраживачкој групи у Цириху, где је радио са Хајнрихом Рорером, Кристофом Гербером и Едмундом Вајбелом. Тамо су развили скенирајући тунелски микроскоп (STM), инструмент за снимање површина на атомском нивоу. Нобелов комитет је описао ефекат који је проналазак СТМ имао на науку, рекавши да се „отварају потпуно нова поља за проучавање структуре материје.“ Физички принципи на којима је STM заснован већ су били познати пре него што је IBM тим развио STM, али Биниг и његове колеге су били први који су решили значајне експерименталне изазове који су били укључени у његово стављање у употребу.
Тим IBM Цириха убрзо је добио бројне награде: Немачку награду за физику, награду Ото Клунг, награду Хевлет Пакард и награду Кинг Фајсал. Године 1986, Биниг и Рорер су поделили половину Нобелове награде за физику, друга половина награде додељена је Ернсту Руски.
Од 1985–1988 радио је у Калифорнији. Био је у IBM-у у долини Алмаден и био је гостујући професор на Универзитету Станфорд.
Године 1985. Биниг је изумео микроскоп атомске силе (AFM), а Биниг, Кристоф Гербер и Калвин Квејт су наставили да развијају радну верзију овог новог микроскопа за изолационе површине.
Године 1987, Биниг је именован за ИБМ колегу. Исте године је покренуо ИБМ физичку групу у Минхену, радећи на креативности и микроскопији атомске силе.
Године 1994, професор Герд Биниг је основао Дефининс који се 2000. године претворио у комерцијално предузеће. Компанија је развила Cognition Network Technology за анализу слика, попут оне коју људско око користи за формирање слика у мозгу.
Године 2016, Биниг је освојио Кавли награду за нанонауку.. Постао је члан Норвешке академије наука и књижевности.
Биниг и Рорер нанотехнолошки центар, истраживачки центар у власништву IBM-а у Ришликону, Цирих, назван је по Герду Бинигу и Хајнриху Рореру.

## Лични живот
In 1969, Binnig married Lore Wagler, a psychologist, and they have a daughter born in Switzerland and a son born in California. His hobbies include reading, swimming, and golf.